# Хофман, Властимил

«Апофеоз искусства» («Автопортрет с моделями»), 1920.

Властимил Хофман (пол. Wlastimil Hofman; 27 апреля 1881, Карлин (район Праги) Австро-Венгрия — 6 марта 1970, Шклярска-Поремба, Нижнесилезское воеводство, Польша) — польско-чешский художник. Один из самых известных европейских живописцев эпохи модерна. Представитель символизма.

## Биография
Родился в смешанной чешско-польской семье. В 1889 с родителями переехал в Краков, где Властимил с 1896 года стал обучаться в академии искусств под руководством Я. Мальчевского, Л. Вычулковского и Я. Станиславского.
В 1899—1901 продолжил учёбу в Национальной высшей школе изящных искусств в Париже у Ж-Л. Жерома. С 1902 начал участвовать в выставках.
С 1904 — участник Товарищества польских художников «Искусство».
В 1907 стал первым художником из Польши, которому было предложено членство в Венской галерее модерна. В 1914—1920 жил в Праге и Париже, позже вернулся в Краков.
В 1939 бежал от войны в Турцию, затем Хайфу, Тель-Авив, Иерусалим. В 1946 вернулся в Польшу и поселился в Шклярска-Поремба.

## Творчество
Большое влияние на творчество В. Хофмана оказали работы художника-символиста Я. Мальчевского, с которым он поддерживал дружеские отношения по смерти мастера.
В. Хофман считается продолжателем Мальчевского в символично-аллегорическом направлении в живописи. Он автор ряда картин на религиозные и античные темы, сказочно-фантастические сюжеты. Написал несколько полотен на фольклорную тематику из жизни крестьян и гуралей.

## Награды
- 1929 — Золотая медаль за заслуги в области искусства
- 1933 — Золотой Крест Заслуги (Польша)
- 1937 — Офицерский крест Ордена Возрождения Польши
- 1948 — Орден Белого льва (Чехословакия)
- 1961 — Командорский крест со звездой Ордена Возрождения Польши